# Pasiano di Pordenone
Pasiano di Pordenone (Pasiàn in veneto) è un comune italiano di 7 903 abitanti in provincia di Pordenone del Friuli-Venezia Giulia.
Il territorio, di antica tradizione agricola, dagli anni Settanta fa parte, insieme con i comuni di Prata di Pordenone e Brugnera, del cosiddetto "triangolo del mobile".
Il nome deriva dal latino e letteralmente significa "territori di Pacilius".
Nella frazione di Visinale ha sede una villa, appartenuta alla famiglia del celebre commediografo e scrittore veneto Gasparo Gozzi, al quale è intitolato il teatro comunale.

## Origini del nome
Il toponimo è un prediale derivato dal personale latino Pacilius. Sono attestate inoltre numerose paraetimologie: dal cognome Pase, dalla stipula di una pace, da passus amnis "passo del fiume" e perfino da phasianum "fagiano".
Nel 1968, con l'istituzione della provincia di Pordenone, è stata ufficializzata la specifica di Pordenone.

## Storia
Pasiano ha origini molto antiche, anche se viene citato per la prima volta in una bolla relativa alla conferma della sua pieve da parte di papa Urbano III al vescovo di Concordia. Dipese civilmente dal castello patriarcale di Meduna e il territorio fu feudo della famiglia Da Prata fino al 1419, anno in cui la Repubblica di Venezia li sconfisse e ne confiscò i beni. Fin dal XIV secolo appartenne alla gastaldia di Meduno e rimase sotto la dominazione veneta fino al 1797. Passato sotto il dominio austriaco, all'interno del Regno Lombardo-Veneto, fece parte del Distretto di Pordenone insieme alle frazioni di Azzanello, Cecchini, Rivarotta e Visinale. Nel 1819, in seguito alle disposizioni della circolare n. 196, il Comune di III classe sostituì il Convocato Generale degli Estimati con il Consiglio Comunale, senza Ufficio proprio. Fu infine unito all'Italia nel 1866, al termine della Terza guerra d'indipendenza italiana.

### Simboli
Lo stemma comunale è stato concesso con regio decreto del 24 aprile 1927.
Il gonfalone è un drappo interzato in palo di verde, di bianco e di rosso.

## Monumenti e luoghi d'interesse

### Architetture religiose
- Chiesa parrocchiale di San Paolo (custodisce una piccola tela di G.A. Guardi risalente al 1760).
- Chiesa parrocchiale di San Benedetto di Rivarotta.
- Chiesa di Santa Maria di Visinale.
- Chiesa di San Zenone di Azzanello.

### Architetture civili

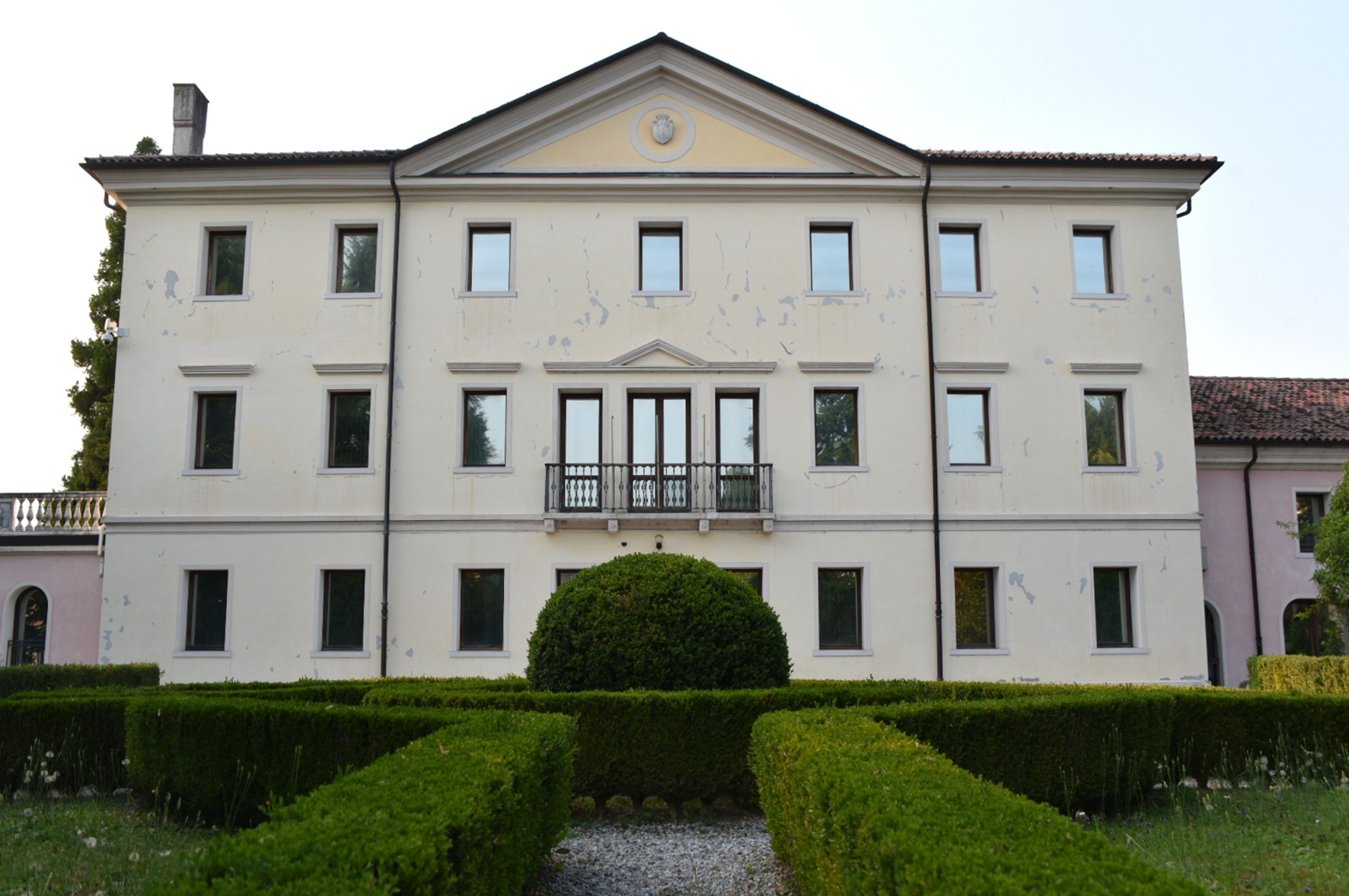
Villa Montereale-Saccomani

L'abitato di Pasiano di Pordenone è caratterizzato dalla presenza di 7 ville venete tutelate dall'Istituto Regionale per le Ville Venete. Degne di menzione sono:
- Villa Chiozza-Luppis-Ricci Luppis, sita nella località di Rivarotta, venne edificata sulle rovine di un monastero camaldolese duecentesco.
- Villa Montereale-Saccomani del XVII secolo e sede del Municipio del paese. Nella sala d'ingresso della villa Saccomanni, ora municipio, è esposto il busto in bronzo di Gasparo Gozzi, scrittore e giornalista veneto del XVIII secolo; una villa residenziale della sua famiglia fu costruita a Visinale di Pasiano. L'esecuzione del ritratto è dell'artista pordenonese Pierino Sam (1921-2010).
- Villa Cavazza, Querini, villa Caoello, Tiepolo e villa Gozzi nella frazione di Visinale.

### Aree naturali
- il luogo di confluenza della Livenza con il fiume Meduna.

## Società

### Evoluzione demografica
Abitanti censiti

### Etnie e minoranze straniere
Al 31 dicembre 2023 gli stranieri residenti nel comune sono 1 629, ovvero il 20,7% della popolazione.:
Di seguito sono riportati i gruppi più consistenti al 1º gennaio 2024.:
1. India, 584
2. Romania, 543
3. Albania, 88

## Cultura

### Eventi
Dal 2005, presso il Parco dei Molini, ogni anno viene organizzato un festival denominato "Isola della Musica" durante la prima settimana di agosto. 
Negli anni si sono esibiti artisti come Negramaro, Persiana Jones, Califfo De Luxe, Hormonauts, Africa Unite, Roy Paci & Aretuska, Montefiori Cocktail, Caparezza, Modena City Ramblers, Tre Allegri Ragazzi Morti, Ivan Cattaneo, Righeira, Giuliano Palma & the Bluebeaters, Nina Zilli, Gem Boy, Sasha Torrisi, Rumatera, Tying Tiffany, Aucan, Cattive Abitudini, Mellow Mood (gruppo musicale), Derozer, Duracel, e The Zen Circus.

## Amministrazione
Sindaci dal 1995
| Periodo        | Periodo        | Primo cittadino    | Partito           | Carica  | Note |
| -------------- | -------------- | ------------------ | ----------------- | ------- | ---- |
| 23 aprile 1995 | 13 giugno 1999 | Paolo Santin       | Centro sinistra   | Sindaco |      |
| 13 giugno 1999 | 13 giugno 2004 | Paolo Santin       | Centro sinistra   | Sindaco |      |
| 13 giugno 2004 | 8 giugno 2009  | Claudio Fornasieri | La Margherita     | Sindaco |      |
| 8 giugno 2009  | 26 maggio 2014 | Claudio Fornasieri | Centro destra     | Sindaco |      |
| 26 maggio 2014 | 27 maggio 2019 | Edi Piccinin       | Fratelli d'Italia | Sindaco |      |
| 27 maggio 2019 | 10 giugno 2024 | Edi Piccinin       | Fratelli d'Italia | Sindaco |      |
| 10 giugno 2024 | in carica      | Marta Amadio       | Centro destra     | Sindaco |      |

### Gemellaggi
- Cantone di Fronsac, dal 1999

Dal 1999 il comune è gemellato con il cantone di Fronsac, una confederazione di 18 piccoli borghi nel sud-ovest della Francia che insieme raccolgono circa 14 000 abitanti.